# زلیگ
زلیگ نام یک فیلم شبه‌مستند آمریکایی است که توسط وودی آلن در سال ۱۹۸۳ نوشته و کارگردانی شده‌است.

## طرح داستان
حول و حوش سال‌های ۱۹۲۰ و ۱۹۳۰، فیلم بر روی شخصی به نام لئونارد زلیگ تمرکز می‌کند که دارای ویژگی خارق العاده‌ای است و می‌تواند چهره و ظاهر خودش را به شکل چهره و ظاهر افرادی که در نزدیکی او هستند تغییر دهد. اف. اسکات فیتزجرالد او را در یک میهمانی می‌بیند و خاطرنشان می‌کند که این شخص در خلال میهمانی در قسمت‌های مختلف و هنگام صحبت با مهمان‌های مختلف تغییر شخصیت داده است. زلیگ کم‌کم شهرتی جهانی پیدا می‌کند و مطبوعات آمریکا از او به عنوان «انسان آفتاب پرستی» یاد می‌کنند.
توجه جامعه پزشکان آمریکا نیز به این مورد استثنایی جلب می‌شود. دکتر ادورا فلچر، روان‌پزشک، تصمیم می‌گیرد به زلیگ در مورد این رفتار غیرعادی‌اش کمک کند و از این رو، او را به بیمارستانی که در آن فعالیت می‌کند می‌برد. دکتر فلچر در خلال یک هیپنوتیزم متوجه می‌شود که علاقه وافر زلیگ به مقبولیت سبب می‌شود تا او از لحاظ فیزیکی تغییر کند تا حداکثر ممکن همرنگ جماعت شود. دکتر فلچر زلیگ را به خانه شخصی‌اش می‌آورد و مداوای او را پی می‌گیرد. زلیگ کم‌کم به درمان دکتر فلچر پاسخ مثبت می‌دهد و شخصیت مستقلی پیدا می‌کند که در حضور دیگران تغییر چهره نمی‌دهد. اما درمان او عوارضی را نیز در پی دارد؛ آن چنان که به قدری اعتماد به نفس زلیگ پیشرفت می‌کند که به طرز شدیدی سعی در رد و مقابله با آرای دیگران دارد.
دکتر فلچر متوجه می‌شود که عاشق زلیگ شده‌است. به دلیل پوشش وسیع رسانه‌ای، هر دوی آن‌ها به شخصیت‌های شناخته‌شده جهانی تبدیل شده‌اند. در آستانه ازدواج دکتر فلچر و زلیگ، زنانی دست به شکایت می‌زنند و مدعی می‌شوند که زلیگ پیشتر با آن‌ها ازدواج کرده‌است. هر چند زلیگ سعی دارد در دادگاه به این نکته متوسل شود که هنگام ازدواج با این زنان شخصیت دیگری داشته‌است اما دادگاه او را محکوم می‌کند.
در آستانه اجرای حکم دادگاه، بیماری زلیگ بر می‌گردد و خودش هم ناپدید می‌شود. تلاش دکتر فلچر و پلیس برای یافتن سرنخ یا ردپایی از او راه به جایی نمی‌برد تا آن که شبی دکتر فلچر برای تماشای فیلمی به سینما می‌رود. در آن سال‌ها پیش از شروع فیلم اصلی، تکه فیلم‌های خبری در سینماها به نمایش در می‌آمد و در سکانسی که به یکی از گردهمایی‌های طرفدران هیتلر در آلمان اختصاص دارد، دکتر فلچر زلیگ را می‌بیند.
دکتر فلچر به آلمان می‌رود و با زلیگ از دست نازی‌ها فرار می‌کنند و دوباره به آمریکا بر می‌گردند. بار دیگر در آمریکا از آن‌ها چون قهرمان استقبال می‌شود.